# Aranyosszohodol község
Aranyosszohodol község (románul: Comuna Sohodol) község Fehér megyében, Romániában. Központja Aranyosszohodol, beosztott falvai Băzești, Bilănești, Bobărești, Brădeana, Burzonești, Deoncești, Dilimani, Furduiești, Gura Sohodol, Hoancă, Joldișești, Lazuri, Lehești, Luminești, Medrești, Morărești, Munești, Năpăiești, Nelegești, Nicorești, Peles, Pojén, Robești, Sicoiești, Surdești, Sebișești, Șimocești, Țoci, Valea Verde és Vlădoșești.

## Fekvése
Fehér megye északnyugati részén, a Mócvidék szívében helyezkedik el 400–1400 méter tengerszint feletti magasságon. Szomszédai: délkeleten Abrudbánya, keleten Verespatak község, keleten és északkeleten Topánfalva, északon és északnyugaton Alsóvidra község, északnyugaton Felsővidra község, nyugaton Hunyad megye, délen Csurulyásza község.

## Népessége
1850-től a népesség alábbiak szerint alakult:
| Lakosok száma | 3281 | 3948 | 4642 | 4708 | 4253 | 3088 | 2371 | 2085 | 1729 | 1540 |
|               | 1850 | 1880 | 1900 | 1920 | 1941 | 1977 | 1992 | 2002 | 2011 | 2021 |

A 2011-es népszámlálás adatai alapján a község népessége 1729 fő volt, melynek 94,97%-a román és 2,37%-a roma. Vallási hovatartozás szempontjából a lakosság 96,18%-a ortodox.

## Története
1850-ig Aranyosszohodol Topánfalvához tartozott, Pojén pedig Abrudbányához. 1956-ban Vârşi Verespatak község része lett.

## Nevezetességei
A község területéről egy épület vagy építmény sem szerepel a romániai műemlékek jegyzékében.
Országos szinten védett terület a Lucsia-barlang.

## Híres emberek
- Aranyosszohodolon született Vasile Stan (1875–1945) ortodox püspök.[9]
- Pojénban született Nicolae Furdui Iancu(wd) (1955) népdalénekes.[10]